# نشاط باغ (هند)

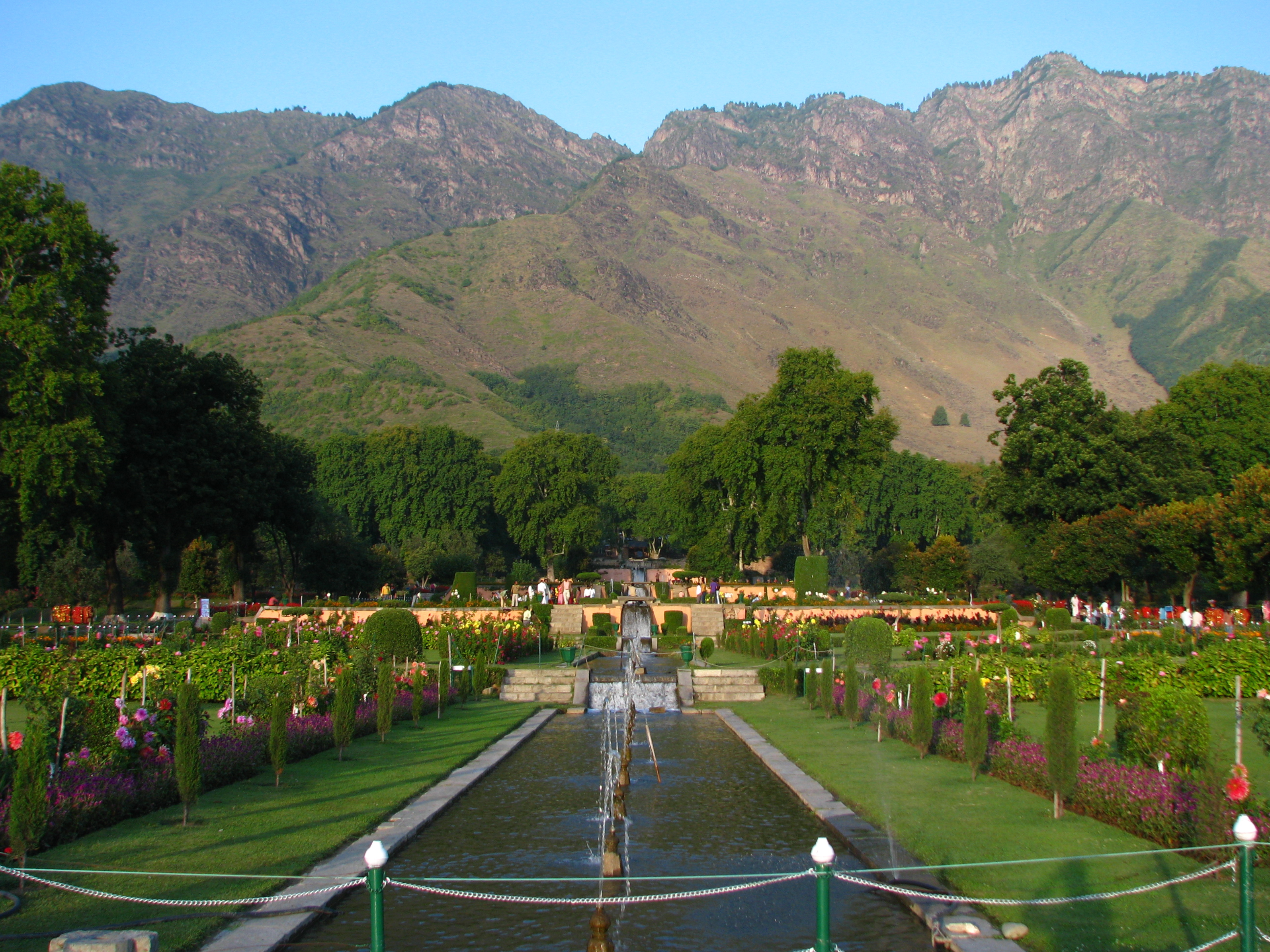
باغ نشاط، باغ‌های مغول

نشاط باغ یا باغ نشاط (اردو: نشاط باغ) یک باغ پلکانی گورکانی است که در سمت شرقی دریاچه دال، نزدیک به سرینگر در قلمرو جامو و کشمیر، هند ساخته شده‌است. این دومین باغ بزرگ مغول در دره کشمیر است. باغ شالیمار نیز در کنار دریاچه دال قرار دارد. «نشاط باغ» اردو است و به معنای «باغ شادی»، «باغ سرور» و «باغ خوشی» است.